# 本居宣長
本居宣長（1730年6月21日—1801年11月5日），原姓小津，名榮貞，別名健藏，號華風、芝蘭、春庵、舜庵、鈴屋。日本江戶時代的思想家、語言學家。日本國學的集大成者，與荷田春滿、賀茂真淵及其後的平田篤胤齊名。

## 生平
1730年6月21日，本居宣長出生於日本伊勢國飯高郡松阪（今三重縣松阪市）。其父為木棉商人小津定利。小津定利是小津氏的養子，而小津氏是本居氏的分支，因此本居宣長並無本居氏血統。本居宣長幼名小津富之助、小津彌四郎，後改名小津榮貞。1748年，來到山田紙商今井田家做養子，次年“離緣”，回到小津家。
1751年，小津榮貞繼承家業。次年，因缺乏經商才能，來到京都師從朱子學者堀景山學習儒學，又從堀元厚、武川幸順學習漢方醫學。其師堀景山家世儒學，又精通古文辭學，與儒學家荻生徂徠交往甚厚。此時，小津榮貞改用小津氏的祖姓“本居”。1755年，改名為本居宣長。在京都學習期間，本居宣長主要研究《源氏物語》與和歌，著成《排蘆小船》、自選和歌集《石上稿》及《大日本天下四海畫圖》。後來接觸到契沖、賀茂真淵等人的著作，開始轉向日本古代典籍，傾向反儒排漢的復古思潮。
1757年，本居宣長回到松阪，成為一名兒科醫生，同時在當地講授《源氏物語》、《伊勢物語》。1760年，與村田美加成婚，同年離婚。1763年，本居宣長在松阪的“新上屋”旅店拜訪了路過此地的賀茂真淵，這成為本居宣長學術生涯的分水嶺，在日本被稱作“松阪的一夜”（日语：松坂の一夜）。此時賀茂真淵年事已高，將自己未完成的研究《古事記》之心愿托付給本居宣長。本居宣長受到前輩鼓勵，此後矢志於《古事記》的研究。同年，本居宣長撰成研究《源氏物語》的著作《紫文要領》。
1764年，本居宣長正式拜賀茂真淵為師，與賀茂真淵書信往來。同時開始撰寫《古事記傳》。1787年，撰成《秘本玉匣》、《呵刈葭》。1789年，本居宣長應門人之邀離開伊勢，動身前往名古屋。1792年，到達名古屋，並成為紀伊藩藩主德川治寳的針灸醫師，實際上則在藩學館教習國學。次年又遊歷了和歌山、大阪、美濃等地。1793年，開始撰寫《玉勝間》。1796年，撰成《源氏物語玉小櫛》。1798年，《古事記傳》四十四卷最終完成。次年，動身去紀伊。1800年，本居宣長感到生命將終，在松阪小高山妙樂寺選定墓地，並留下遺言。1801年11月5日，本居宣長在京都去世，終年七十二歲。

## 思想
本居宣長將日本古代史書《古事記》中的創世神話奉為經典，崇尚“皇國之古道”，追求以“神道”為代表的原始的日本文化精神。他極力反對儒家思想，提倡清除中華文化對日本文化的影響。在文學方面上，本居宣長提出了“物之哀論”（もののあはれ），推崇以《源氏物語》為代表的日本平安時代文學，反對按照儒家、佛家觀念以勸善懲惡對文學作品進行詮釋。

## 主要著作

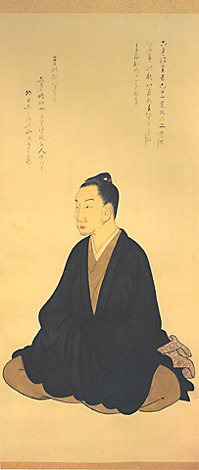
本居宣長六十一歳自畫像

後人將本居宣長的著作編為《本居宣長全集》，有吉川弘文館版（12冊）、岩波書店版（6冊，未刊完）、筑摩書房版（23冊）等。

### 國學
- 《直毗靈》（後收入《古事記傳》第一卷），是其研究《古事記》初期的論著。
- 《葛花》（くず花），反駁儒學者市川匡《末賀乃比禮》（內容為駁斥《直毗靈》）之作。
- 《神代正語》，對《古事記》中神代部分的整理。
- 《真曆考》，考證日本遠古“曆法”，批判中國曆法之作。
- 《真曆不審考弁》，反駁曆算學者川邊信一針對其《真曆考》寫成的《真曆不審考》之作。
- 《國號考》，考證日本的各種國號。
- 《古事記傳》，本居宣長的代表作。藉對《古事記》進行注釋、考證，闡述其“神國”思想，批判儒家思想和禮教。
- 《初山踏》，闡述治學方法的國學入門書。
- 《答問錄》，記錄其答弟子問之書。

### 政治
- 《玉匣》（玉くしげ），獻給紀伊藩主德川治貞的建議，闡釋日本的“古道”。
- 《秘本玉匣》（秘本玉くしげ），在《玉匣》基礎上提出治理藩政的見解。
- 《馭戎慨言》，關於日本與中國、朝鮮關係史的論著。因中國、朝鮮位于日本之西，故稱為“戎”。

### 語言學
- 《字音假字用格》，漢字字音、假名研究。
- 《漢字三音考》，對日文漢字中吳音、唐音、漢音三音的研究。
- 《詞之玉緒》，日語文法研究。
- 《地名字音轉用例》，對日本地名中漢字讀音的解析。

### 《源氏物語》研究
- 《紫文要領》，研究紫式部《源氏物語》的著作，未定稿。
- 《源氏物語年紀考》（後收入《源氏物語玉小櫛》第三卷），考證《源氏物語》中人物的年齡。
- 《源氏物語玉小櫛》，《源氏物語》的注釋、考證、梳理之作。

### 和歌研究
- 《排蘆小船》，早期的和歌論著。
- 《和歌之浦》，和歌理論的摘抄。
- 《石上私淑言》，問答體的和歌研究著作。

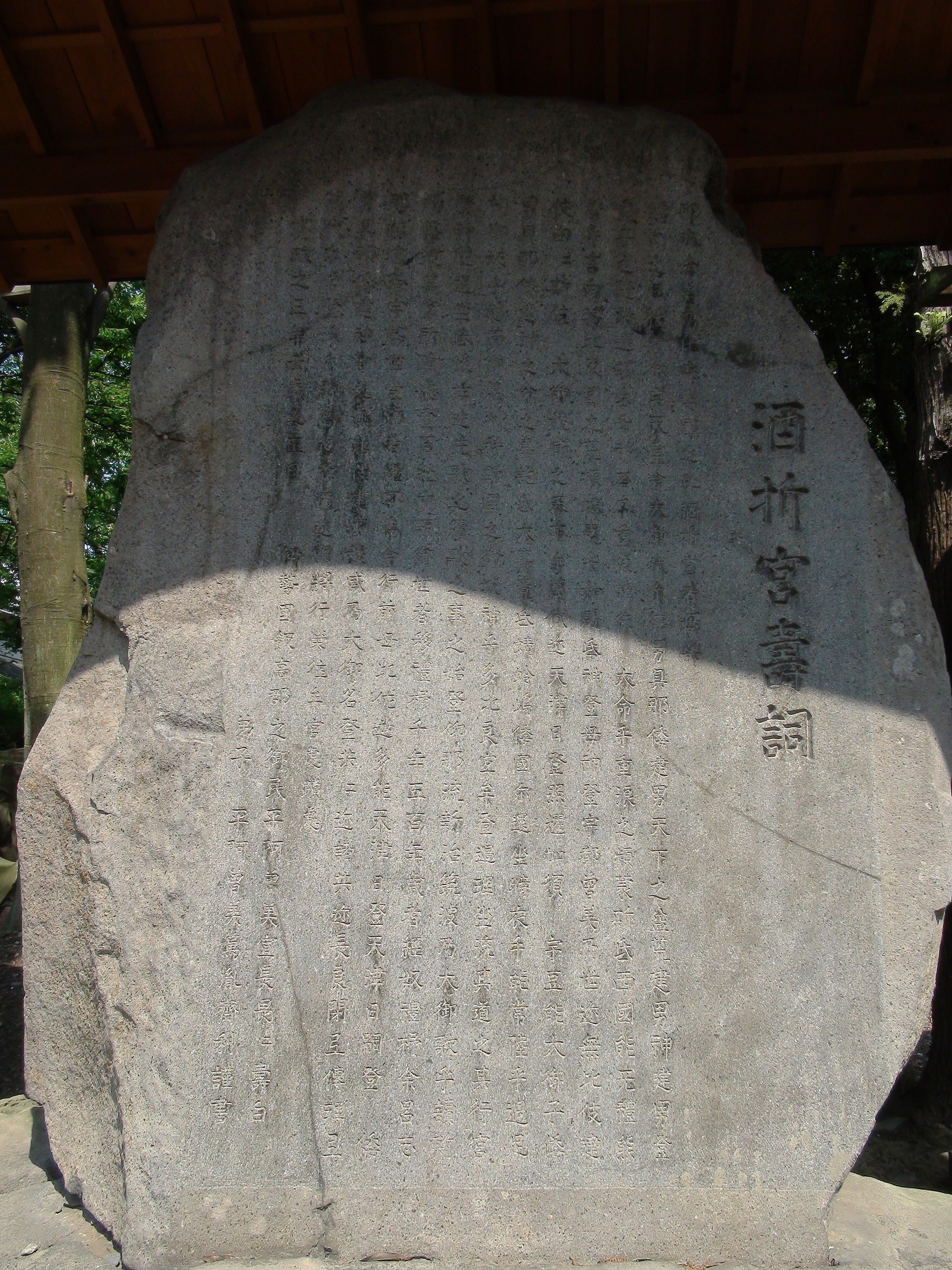
日本山梨縣的酒折宮壽詞石碑，碑文為本居宣長撰，平田篤胤書。

- 《萬葉集玉小琴》，對《萬葉集》中和歌的注釋，以補賀茂真淵《萬葉考》之缺。
- 《鉗狂人》，批判藤貞幹《衝口發》之作。
- 《呵刈葭》，對日本文字音韻的辯論。
- 《古今集遠鏡》，對《古今集》的翻譯、鑑賞之作。

### 自著文集
- 《鈴屋集》，青年時期的和歌、文集。
- 《石上稿》，自選和歌集。
- 《詩文稿》，漢詩集。
- 《玉鉾百首》，詠史和歌集。
- 《玉勝間》，晚年的隨筆、考證及評論雜集，成書于本居宣長逝世前。“勝間”為日語竹籠之意。